# Eduard Strauss (Jurist)

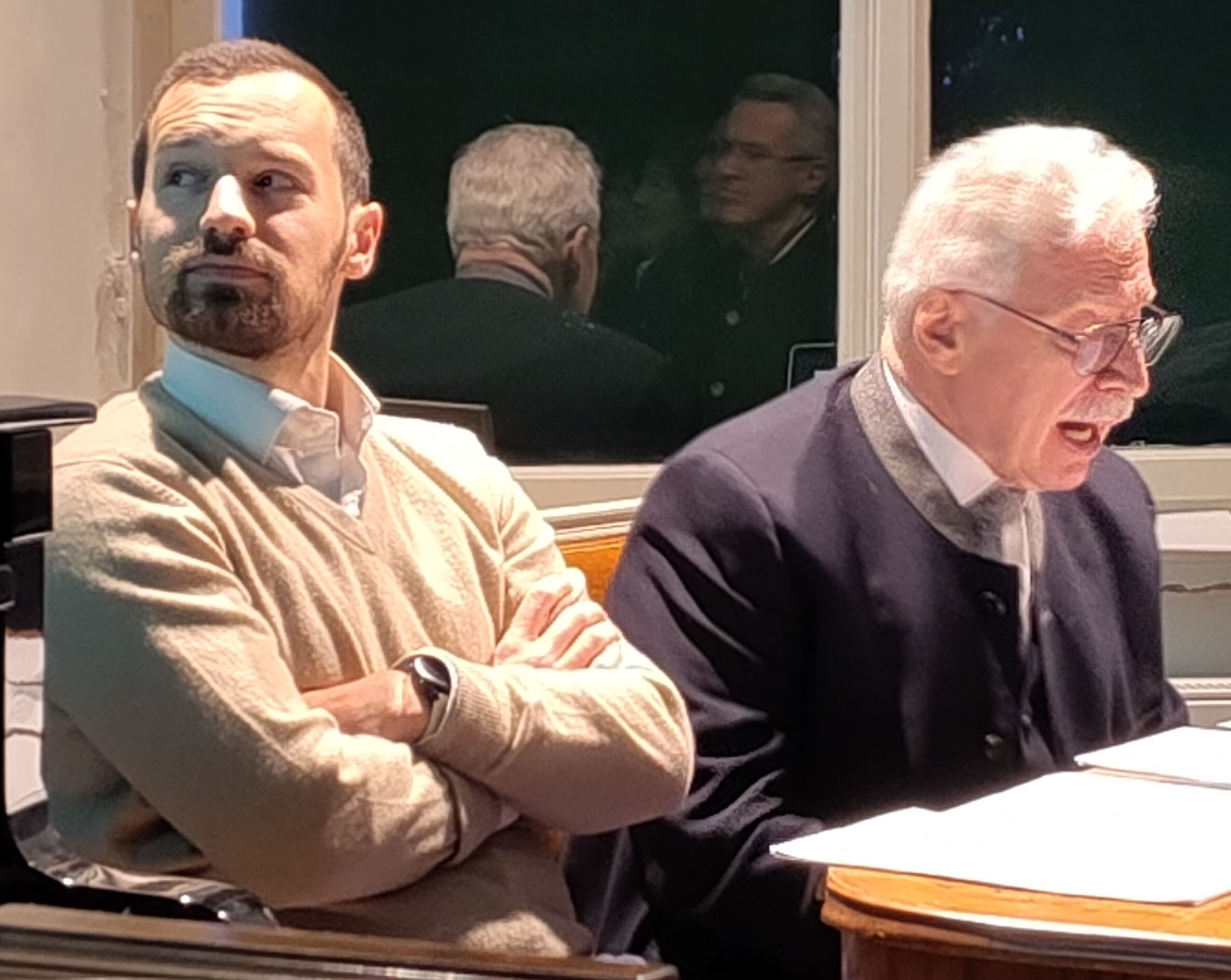
Eduard Strauss (rechts) mit seinem Sohn Thomas in Mürzzuschlag 2025

Eduard Strauss (vollständig: Eduard Josef Strauss, * 21. April 1955 in Wien) ist ein österreichischer Jurist (Richter im Ruhestand). Er ist der Sohn von Eduard Strauss II und der Ur-Ur-Enkel von Johann Strauss (Vater). Johann Strauss (Sohn) war sein Ur-Großonkel.

## Leben
Nach seiner Matura 1973 am Schottengymnasium der Benediktiner in Wien und einem Studium der Rechtswissenschaft an der Universität Wien wurde Strauss 1979 promoviert. Von 1997 an war er als Zivilrichter am Oberlandesgericht Wien tätig, seit dem 1. Jänner 2006 war er Senatspräsident am Oberlandesgericht Wien und ist seit 1. Mai 2020 im Ruhestand.
Seit 1999 gehört Strauss zur österreichischen Restitutionskommission. Im April 2018 wurde er zum Verfahrensrichter im BVT-Untersuchungsausschuss gewählt.
Eduard Strauss war ab 1975 „Ehrenpatron“ (Honorary Patron) der „Johann Strauss Society of Great Britain“; das Ehrenpatronat wurde 2015 auf seine Bitte hin von der Gesellschaft von ihm auf seinen Sohn Thomas übertragen. Er ist aber weiterhin deren Ehrenmitglied, wie er auch Ehrenmitglied der schwedischen, deutschen und tschechischen Johann-Strauss-Gesellschaften ist. Von 1987 bis 1991 war er Präsident der Johann-Strauss-Gesellschaft Wien, die aber keinen Ehrenplatz für ihn hat.
Er ist Präsident der Wiener Chorvereinigung Schola Cantorum.
Seit 1995 ist Strauss Obmann des Vereins „Wiener Institut für Strauss-Forschung (WISF)“, dessen zentrales Ziel die Herausgabe der ersten auf wissenschaftlicher Basis erstellten Kataloge der Werke von Johann Strauss II (als „Strauss-Elementar-Verzeichnis“ (SEV)) und der anderen komponierenden Mitglieder dieser Familie (als „Strauss-Allianz-Verzeichnis“) ist. Das WISF veranstaltet seit 2004 eine alljährliche Veranstaltungsreihe (Ausnahme: 2020) mit einem wissenschaftlichen Symposium mit internationaler Beteiligung – „Tanz-Signale“ (benannt nach einem Walzer von Johann Strauss (Vater)) – und arbeitet dabei eng mit der Wienbibliothek im Rathaus und mit anderen wissenschaftlichen und kulturellen Organisationen zusammen. Strauss gehört auch dem Präsidium des österreichischen Juristenverbandss und dem Ballkomitee des Wiener Juristenballs an.
Eduard Strauss ist verheiratet und hat einen Sohn namens Thomas, ein zweiter (Michael) verstarb im Alter von 23 Jahren.

## Publikationen
Monographien
- Zivilverfahrensrecht in ausgewählten Beispielen aus der Praxis. Verlag Österreich; 2. Auflage: 2014, ISBN 978-3-7046-6569-0.
- mit Eva Schön: Leitfaden Zivilverfahren: Für Kanzleiangestellte und Konzipienten. Manz’sche Verlags- und Universitätsbuchhandlung, Wien 2017, ISBN 978-3-214-15743-2.
- Eduard Strauss II. – Ein Künstlerleben. Schneider, Tutzing 2011, ISBN 978-3-86296-018-7.
- Eduard Strauss (1835–1916): Testament vom 3. Februar 1914 samt Nachtrag vom 27. April 1916. Jahresgabe des Wiener Instituts für Strauss-Forschung. Schneider, Tutzing 2000, ISBN 978-3-7952-1033-5.

Aufsätze
- Die Bekämpfung von Versäumungsurteilen wegen Zustellmängeln. In: Österreichische Juristen-Zeitung, Manz’sche Verlags- und Universitätsbuchhandlung, Wien, Heft 16, 2010 S. 695.
- Die richtige Behandlung von Prozesshindernissen. In: Österreichische Juristen-Zeitung Manz’sche Verlags- und Universitätsbuchhandlung Wien Heft 16, 2011 S. 701.
- Urteilsgemäße Zombies. In: Österreichische Juristen-Zeitung, Manz’sche Verlags- und Universitätsbuchhandlung, Wien, Heft 13, 2014 S. 624.

## Auszeichnungen
- 2022: Verleihung des Berufstitels Professor[8]